# Принстонская лаборатория физики плазмы
Принстонская лаборатория физики плазмы (англ. Princeton Plasma Physics Laboratory, PPPL) — это национальная лаборатория Министерства энергетики США, занимающаяся физикой плазмы и наукой о ядерном синтезе. Её основная задача — исследование и разработка термоядерного синтеза как источника энергии. Лаборатория известна разработкой конструкций стеллараторов и токамаков, а также фундаментальными достижениями в физике плазмы и исследованием концепций удержания плазмы.
Лаборатория выросла из сверхсекретного проекта холодной войны по контролю термоядерных реакций, получившего название «Проект Маттерхорн» (Project Matterhorn). В 1951 году, когда Лайман Спитцер разработал концепцию стелларатора и получил финансирование от Комиссии по атомной энергии США для её изучения, направление проекта изменилось с разработки водородной бомбы на освоение термоядерной энергии. В 1950-х и 1960-х годах в ходе проекта в лаборатории был создан ряд устройств, а в 1961 году после рассекречивания проект Маттерхорн был переименован в Принстонскую лабораторию физики плазмы. 
Стеллараторы лаборатории оказались неспособны достигать поставленных целей. В 1968 году ученые из СССР заявили о превосходных характеристиках своих токамаков, что вызвало сильный скептицизм. Для проверки советских данных стелларатор «Модель-C» был преобразован в лаборатории в токамак. Эксперимент подтвердил сообщения советских учёных. С тех пор лаборатория стала специализироваться в области теории и проектирования токамаков, включая Princeton Large Torus, TFTR и другие. Также были построены десятки токамаков меньшего размера для тестирования конкретных проблем и решений, включая ATC, NSTX и LTX.

## История

### Основание
В 1950 году Джон Уиллер создавал секретную лабораторию по исследованию водородной бомбы в Принстонском университете. Лайман Спитцер-младший, заядлый альпинист, знал об этой программе и предложил название «Проект Маттерхорн».
Спитцер, профессор астрономии, в течение многих лет занимался изучением горячих разреженных газов в межзвездном пространстве. Отправляясь на лыжную прогулку в Аспен в феврале 1951 года, его отец позвонил ему и посоветовал прочитать первую полосу «Нью-Йорк Таймс». В газете была опубликована статья об утверждениях, опубликованных накануне в Аргентине, о том, что относительно неизвестный немецкий ученый по имени Рональд Рихтер (Ronald Richter) достиг ядерного синтеза в своем проекте Huemul Project. Спитцер отверг утверждения Рихтера, и позже они оказались ошибочными, но статья заставила его задуматься о термоядерном синтезе. Он придумал новую концепцию, которую назвал стелларатором, позволяющую удерживать плазму в течение длительного времени, чтобы ее можно было нагреть до температур термоядерного синтеза.
В том же году он представил свой проект Комиссии по атомной энергии в Вашингтоне и в 1951 году проект стелларатора был профинансирован. Поскольку устройство будет производить нейтроны высокой энергии, которые можно будет использовать для производства оружейного топлива, программа была засекречена и осуществлялась как часть «проекта Маттерхорн». Маттерхорн в итоге прекратил разработку бомб в 1954 году, полностью переориентировавшись на гражданское освоение термоядерной энергии.
В 1958 году исследование магнитного синтеза было рассекречено после Международной конференции ООН по мирному использованию атомной энергии. что вызвало приток аспирантов, жаждущих изучать «новую» физику, что, в свою очередь, побудило лабораторию больше сосредоточиться на фундаментальных исследованиях. 
Ранние стеллараторы в форме восьмерки включали: «Модель-А», «Модель-В», «Модель-В2», «Модель-В3». «Модель-B64» представляла собой квадрат с закругленными углами, а «Модель-B65» имела конфигурацию гоночной трассы.  Последним и самым мощным стелларатором в это время была «Модель-С» известная под названием «Ипподром» (англ. Racetrack), которая действовала с 1961 по 1969 год). 

### Токамак
К середине 1960-х годов стало ясно, что с стеллараторы имеют фундаментальные проблемы. Утечка топлива из них происходила со скоростью, намного превышающей предсказанную теорией. Спитцер стал крайне скептически относиться к возможности термоядерной энергии и публично выразил это мнение в 1965 году на международной встрече в Великобритании. На той же встрече советская делегация объявила о результатах, примерно в 10 раз лучших, чем у любого предыдущего устройства. Спитцер назвал сообщение учёных из СССР ошибкой измерения.
На следующей встрече в 1968 году СССР представил новые данные своих устройств, которые показали еще большую производительность, примерно в 100 раз превышающую предел диффузии Бома. Между AEC и различными лабораториями разгорелся спор о возможной ошибке в советском отчёте. Когда в 1969 году группа из Великобритании проверила результаты, AEC предложила лаборатории преобразовать свою «Модель-С» в токамак, чтобы сделать собственное исследование. Лаборатория была единственной способной на такой эксперимент. Чтобы построить токамак с нуля, Ок-Риджджской национальной лаборатории потребовалось бы существенное время. Видя возможность обхода США в области термоядерного синтеза Советским Собзом, Принстонская лаборатория физики плазмы начала преобразование «Модели-С» в экспериментальный симметричный токамак (Symmetric Tokamak, ST).
За ST последовало появление двух небольших устройств для исследования способов нагрева плазмы. Был создан токамак Princeton Large Torus (PLT), чтобы проверить, верна ли теория о том, что более крупные токамаки будут более стабильными. Начиная с 1975 года, PLT проверял эти «законы масштабирования», а затем добавил инжекцию нейтрального луча, что привело к серии рекордных температур плазмы, достигших максимального значения в 78 миллионов кельвинов, что намного превышает необходимую температуру для практической термоядерной энергосистемы. 
Благодаря такой череде успехов лаборатория без труда выиграла тендер на создание еще более крупной машины, специально разработанной для работы на реальном термоядерном топливе, а не на тестовом газе. В результате был создан испытательный термоядерный реактор Tokamak Fusion Test Reactor (TFTR), строительство которого было завершено в 1982 году. После длительного периода обкатки TFTR начал медленно повышать температуру и плотность топлива, вводя в качестве топлива газообразный дейтерий. В апреле 1986 года новый аппарат продемонстрировал сочетание плотности и локализации, так называемый Критерий Лоусона, значительно превосходящее необходимое для работы практического реактора. В июле температура достигла 200 миллионов градусов Кельвина. Однако три года усилий не смогли решить проблему нестабильности системы. TFTR продолжил выполнять фундаментальные исследования, пока не был закрыт в 1997 году.  Начиная с 1993 года, реактор TFTR первым в мире начал использовать смесь дейтерия и трития в соотношении 1:1. В 1994 году он дал беспрецедентные 10,7 мегаватт термоядерной энергии.

### Более поздние проекты
В 1999 году в лаборатории был запущен Национальный эксперимент со сферическим тором (National Spherical Torus Experiment, NSTX), основанный на концепции сферического токамака.
В 2015 году лаборатория завершила модернизацию NSTX. Улучшенный токамак NSTX-U стал самой мощной экспериментальной термоядерной установкой такого типа в мире. 

## Директора
В 1961 году Готлиб стал первым директором переименованной Принстонской лаборатории физики плазмы.
- 1951–1961: Лайман Спитцер, директор проекта Маттерхорн.
- 1961–1980: Мелвин Б. Готлиб (Melvin B. Gottlieb)
- 1981–1990: Гарольд Фюрт (Harold Fürth)
- 1991–1996: Рональд Дэвидсон (Ronald C. Davidson)[13]
- 1997 (январь – июль): Джон Шмидт (John A. Schmidt), временно исполняющий обязанности[13]
- 1997–2008: Роберт Голдстон (Robert J. Goldston)[17]
- 2008–2016: Стюарт Прагер (Stewart C. Prager)[18]
- 2016–2017: Терренс Брог (Terrence K. Brog), временно исполняющий обязанности[19]
- 2017–2018: Ричард Гаврилюк (Richard J. Hawryluk), временно исполняющий обязанности[20]
- 2018 – настоящее время: сэр Стивен Коули (Sir Steven Cowley), 1 июля 2018 г. [21]

## Другие проекты
Ученые лаборатории сотрудничают с исследователями на DIII-D в Сан-Диего, EAST в Китае, JET в Великобритании, KSTAR в Южной Корее, LHD в Японии, Wendelstein 7-X (W7 -X) устройство в Германии и Международный термоядерный экспериментальный реактор (ИТЭР) во Франции.
Лаборатория управляет проектом ИТЭР в США совместно с Ок-Риджской национальной лабораторией и Саванна-Риверской национальной лабораторией. В 2017 году лаборатория поставила 75% компонентов для электрической сети эксперимента по термоядерной энергии и руководила разработкой и созданием шести диагностических инструментов для анализа плазмы ИТЭР. Физик лаборатории Ричард Гаврилюк занимал должность заместителя генерального директора ИТЭР с 2011 по 2013 год. В 2022 году сотрудники лаборатории совместно с исследователями из других национальных лабораторий и университетов разработали план исследований ИТЭР в США.
Сотрудники применяют знания, полученные в ходе термоядерных исследований, в ряде теоретических и экспериментальных областей, включая материаловедение, физику Солнца, химию и обрабатывающую промышленность. Лаборатория создает так же государственно-частные партнерствв.

### Исследования и технология плазмы
- Динамика пучка и ненейтральная плазма
- Лаборатория плазменного наносинтеза (ЛПН)[28]

### Теоретическая физика плазмы
- Инициатива по научному моделированию Министерства энергетики США
- Рабочая группа США по МГД
- Консорциум теории обращенной конфигурации поля (FRC)
- Коды физического проектирования и анализа токамака
- ТРАНСП-код
- Библиотека модулей сотрудничества в области национального транспортного кодекса (NTCC)

## Внешние ссылки
- На Викискладе есть медиафайлы по теме Принстонская лаборатория физики плазмы
- Project Matterhorn Publications and Reports, 1951–1958.
- pppl.gov (англ.) — официальный сайт Принстонская лаборатория физики плазмы